# Gold Skool
『Gold Skool』（ゴールド スクール）は、久保田利伸の12枚目のアルバム。2011年8月3日に、SME Recordsから発売された。

## 概要
前作『Timeless Fly』から1年半ぶりとなる、デビュー25周年記念アルバム。
テーマは「久保田の素」。DVD付の初回限定盤と通常盤の2形態で発売。
初回限定盤のDVDには、ミュージック・ビデオとドキュメント映像を収録。
初週3.3万枚を売上、8/15付週間アルバムランキング3位に初登場した。久保田のアルバムTOP3入りは、ベスト盤『THE BADDEST III』（2002年12月発売・最高位3位）以来8年8ヶ月ぶり。スタジオ・アルバムとしては、『LA・LA・LA LOVE THANG』以来14年8ヶ月ぶりに返り咲いた。

## 収録曲

### CD
作詞・作曲：久保田利伸　編曲：柿崎洋一郎（特記以外）
1. Gold Skool 〜Foreplay〜　0分50秒
2. Jungle Love　4分38秒
3. Wednesday Lounge　5分55秒
4. Winds　5分14秒
  - 作詞：松尾潔
5. Prisoner　4分44秒
6. Golden Smile feat. EXILE ATSUSHI　5分10秒
  - 作曲：久保田利伸・EXILE ATSUSHI
  - ATSUSHIの1stアルバム『Solo』には今回の収録テイクと異なるアレンジで収録された。
7. Gold Skool 〜The play〜　1分49秒
8. Still In My Mind　4分18秒
  - 作詞・作曲：久保田利伸・KREVA・Jonah Ellis　編曲：KREVA
9. Tick Tock　3分24秒
  - 作詞：久保田利伸,Carolyn Ann Franklin,ALI-KICK,Ivy J.Hunter
  - 作曲：久保田利伸,Carolyn Ann Franklin,ALI-KICK
10. R n'B Healing　5分28秒
11. 海へ来なさい　4分48秒
  - 作詞：井上陽水　作曲：星勝　編曲：MANABOON
  - 井上陽水のカバー。
12. 流れ星と恋の雨 〜毎度オブリガート ver.〜　4分33秒
  - 作詞：久保田利伸・川村真澄　編曲：柿崎洋一郎・G.M-KAZ
  - 日本テレビ系「スッキリ!!」6月度エンディングテーマ
13. 声にできない 〜English ver.〜　4分16秒
  - 角川配給映画『夜明けの街で』主題歌の英語バージョン。
  - 若松節朗監督からのリクエストにより英語詞・日本語詞の2曲を制作した。
  - 日本語バージョンは後にシングル「声にできない」にて収録。

### DVD
1. 「久保田利伸の愉快なGold Days」　アルバム「Gold Skool」ジャケット撮影ドキュメント等
2. 「Golden Smile feat. EXILE ATSUSHI」 Recording Document Full ver.

## 演奏
- 久保田利伸
  - All Vocals
  - Beats (#1.2.3.7.10)
  - Background Vocals (#1-8.10.11.12)
- 柿崎洋一郎：
  - All Keyboards (#1-7.10.12.13)
  - Guitar (#1.2.3.5.7.10.12)
  - Additional Party People (#3)
  - Replay Musician (#8)
  - All Instruments (#9)
  - Talkbox (#12)
- 弦一徹ストリングス：Strings (#2.4.6.13)
- DJ Steve Dee：Scratch (#2)
- YURI
  - Background Vocals (#3)
  - Vocal Direction (#13)
- TOKU'S Lounge at Bar AMRTA：Party Noise (#3)
- Ralph Rolle：Additional Party People (#3)
- EXILE ATSUSHI：Vocal & Background Vocals (#6)
- 中嶋ユキノ：Vocal & Chorus (#9)
- MANABOON：All Instruments (#11)
- 石成正人：Acoustic Guitar (#13)